# Netzschkau
Netzschkau ist eine Stadt im sächsischen Vogtlandkreis nordöstlich von Plauen.

## Geografie

### Lage
Netzschkau liegt im Norden des sächsischen Vogtlandkreises. Der Ort befindet sich im Osten des Naturraumes Vogtland im sächsischen Teil des historischen Vogtlands. Im Norden bildet die Göltzsch die Landesgrenze zum Freistaat Thüringen. Der Kuhberg (510 m ü. NHN) im Ortsteil Brockau stellt die höchste Erhebung des nördlichen Vogtlands dar.

### Stadtgliederung
Zu Netzschkau gehören folgende Orts- und Siedlungsteile:
- Brockau (mit Dungersgrün, Eichmühle und Ziegelei)
- Foschenroda
- Weidig

### Nachbargemeinden und -orte
|                                   | Stadt Greiz im Landkreis Greiz              |                                    |
| Stadt Elsterberg im Vogtlandkreis | Kompassrose, die auf Nachbargemeinden zeigt | Stadt Reichenbach im Vogtlandkreis |
|                                   | Gemeinde Limbach im Vogtlandkreis           |                                    |

Die Gemarkung Netzschkau grenzt an folgende Orte:
| Kleingera mit Reuth | Reinsdorf ( Thüringen)                      |         |
| Brockau             | Kompassrose, die auf Nachbargemeinden zeigt | Mylau   |
|                     | Foschenroda                                 | Lambzig |

## Geschichte
Der Ort wurde etwa im 9. Jahrhundert von Sorben gegründet. Er zählt somit zu den ältesten Siedlungen des Vogtlands. Urkundlich wurde Netzschkau jedoch erst im Jahr 1351 erwähnt. Der Ortsname leitet sich vom altsorbischen *necky ab, was die Bedeutung „Mulde“ hat (vgl. obersorbisch mjecki, „Mulde, Trog“).
Nachdem in der Mitte des 12. Jahrhunderts die vogtländische Familie von Metzsch auch das zu Mylau gehörige „Gehöft Netzschkau“ erworben hatte, errichtete
Caspar von Metzsch, Marschall am kursächsischen Hof um 1492 anstelle der um 1462 erwähnten Burganlage ein Wohnschloss, dessen ältester Teil bis in die Gegenwart erhalten blieb. Unter Caspar von Metzsch wurde das damals aus 14 Bauernhöfen und zwei Mühlen bestehende Dorf Netzschkau mit 110 Einwohnern in den Rang einer Stadt erhoben. Gemeinsam mit seinem Bruder Jobst erhielten sie vom deutschen Kaiser Friedrich III. am 20. Dezember 1491 die Urkunde mit dem Stadtrechtsprivileg, welche der sächsische Kurfürst Friedrich der Weise und sein Bruder, der sächsische Herzog Johann der Beständige bestätigten. Die Familie von Metzsch, welche ihren Hauptwohnsitz in der benachbarten Burg Mylau hatte, veräußerte das Schloss Netzschkau im Jahr 1578 an Christoph von Reibold. Im Jahr 1616 erwarb Hans Ernst Bose das Anwesen mit dem dazugehörigen Rittergut. Unter dessen Sohn Carol Bose (1596–1657) erfolgte eine umfassende Umgestaltung und Erweiterung des Schlosses. Nachdem das Stadtrecht aus verschiedenen Gründen rund 200 Jahre ungenutzt geblieben war, erwarb Carl Gottfried Bose, ein Sohn von Carol Bose, im Jahr 1687 von Kurfürst Johann Georg III. die Wiederbestätigung des Stadtrechts. Dadurch wurde in der Stadt ein ehrenamtlicher Stadtrat mit zwei Bürgermeistern wirksam.
Netzschkau gehörte ursprünglich zur Herrschaft Mylau, die im 16. Jahrhundert zum kursächsischen Amt Plauen kam. Die Grundherrschaft über die Stadt lag bis ins 19. Jahrhundert beim Rittergut Netzschkau. Die Stadt Netzschkau lag bis 1856 im kursächsischen bzw. königlich-sächsischen Amt Plauen. 1856 wurde die Stadt dem Gerichtsamt Reichenbach und 1875 der Amtshauptmannschaft Plauen angegliedert.
Mitte des 19. Jahrhunderts setzte in Netzschkau ein Aufschwung durch die zunehmende Industrialisierung ein. Mit dem Bau der Göltzschtalbrücke (1846–1851) und der Eröffnung des letzten Abschnitts der Bahnstrecke Leipzig–Hof erhielt die Stadt am 15. Juli 1851 eine Bahnstation. Ebenfalls hatte der Bau der Göltzschtalstraße nach Greiz (1911 bis 1913) für die Entwicklung der Netzschkauer Industrie eine große Bedeutung. Mit der Einführung des mechanischen Webstuhls wuchs die Textilindustrie rasch. Aufgrund der drei Stadtbrände der Jahre 1850, 1887 und 1890 sowie der Verdopplung der Bevölkerung in dieser Zeit veränderte sich das Stadtbild Netzschkaus enorm. Im Bereich des Markts wurden moderne, große Gebäude in Ziegelbauform errichtet. Es entstanden ganze Straßenzüge und Stadtteile neu, u. a. an der „Elsterberger Straße“, das „Dichterviertel“ oder Dungersgrün im Westen der Stadt auf Brockauer Flur. Neben Handels- und Gewerbetreibenden siedelten sich in Netzschkau Industriebetriebe der Textil- und Metallbranche an, wodurch sich die Stadt bis zum Jahr 1914 zu einer der bedeutendsten Industriestädte des Vogtlands entwickelte. Nach dem Tod von Gräfin Frieda von Schönburg-Hinterglauchau (1864–1943), deren Schwiegervater im Jahr 1858 das Schloss Netzschkau gekauft und einen Schlosspark im englischen Stil angelegt hatte, erwarb die Stadt Netzschkau im Jahr 1944 das Schloss samt dem Park.
Durch die zweite Kreisreform in der DDR kam die Stadt Netzschkau im Jahr 1952 zum Kreis Reichenbach im Bezirk Chemnitz (1953 in Bezirk Karl-Marx-Stadt umbenannt), der ab 1990 als sächsischer Landkreis Reichenbach fortgeführt wurde und 1996 im Vogtlandkreis aufging. Zur Zeit der DDR waren der Textilbetrieb „Vogtlandstoffe“ und der Metallbetrieb „NEMA Netzschkau“ bekannte Unternehmen. Foschenroda wurde 1974, Lambzig 1992 und Brockau 1999 eingemeindet.

### Einwohnerentwicklung
Entwicklung der Einwohnerzahl (ab 1960 31. Dezember):
| 1687 bis 1910 - 1687: 0200 - 1814: 1.058 - 1834: 1.594 - 1880: 3.797 - 1900: 7.426 | 1933 bis 2001 - 1933: 7.274 - 1960: 7.426 - 1998: 4.856 1 - 1999: 4.732 - 2001: 4.687 | 2003 bis 2012 - 2003: 4.544 - 2005: 4.361 - 2007: 4.299 - 2008: 4.251 - 2012: 4.149 | ab 2013 - 2013: 4.107 |

 Datenquelle ab 1998: Statistisches Landesamt Sachsen
1 Gebietsstand 1. Januar 1999

### Eingemeindungen
| Ehemalige Gemeinde                              | Datum          |
| ----------------------------------------------- | -------------- |
| Brockau mit Dungersgrün, Eichmühle und Ziegelei | 1. Januar 1999 |
| Foschenroda                                     | 1. Januar 1974 |
| Lambzig                                         | 1. April 1992  |

## Politik

### Stadtrat
Seit der Stadtratswahl am 9. Juni 2024 verteilen sich die 16 Sitze des Stadtrates folgendermaßen auf die einzelnen Gruppierungen:
- GWVN: 12 Sitze
- CDU: 2 Sitze
- SPD: 1 Sitz
- Linke: 1 Sitz

| Stadtrat ab 2024Insgesamt 16 Sitze - Linke: 1 - SPD: 1 - GWVN: 12 - CDU: 2 | Wahlvorschlag                               | 2024   | 2024   | 2019   | 2019   | 2014   | 2014   |
| Stadtrat ab 2024Insgesamt 16 Sitze - Linke: 1 - SPD: 1 - GWVN: 12 - CDU: 2 | Wahlvorschlag                               | Sitze  | in %   | Sitze  | in %   | Sitze  | in %   |
| Stadtrat ab 2024Insgesamt 16 Sitze - Linke: 1 - SPD: 1 - GWVN: 12 - CDU: 2 | Gewerbeverein Netzschkau und Umgebung e. V. | 12     | 72,7   | 9      | 54,3   | 8      | 45,7   |
| Stadtrat ab 2024Insgesamt 16 Sitze - Linke: 1 - SPD: 1 - GWVN: 12 - CDU: 2 | CDU                                         | 2      | 12,0   | 5      | 33,8   | 5      | 29,9   |
| Stadtrat ab 2024Insgesamt 16 Sitze - Linke: 1 - SPD: 1 - GWVN: 12 - CDU: 2 | SPD                                         | 1      | 8,4    | 2      | 11,9   | 2      | 11,2   |
| Stadtrat ab 2024Insgesamt 16 Sitze - Linke: 1 - SPD: 1 - GWVN: 12 - CDU: 2 | Linke                                       | 1      | 6,9    | –      | –      | 1      | 11,0   |
| Stadtrat ab 2024Insgesamt 16 Sitze - Linke: 1 - SPD: 1 - GWVN: 12 - CDU: 2 | FDP                                         | –      | –      | –      | –      | –      | 2,1    |
| Stadtrat ab 2024Insgesamt 16 Sitze - Linke: 1 - SPD: 1 - GWVN: 12 - CDU: 2 | Wahlbeteiligung                             | 66,3 % | 66,3 % | 60,5 % | 60,5 % | 50,1 % | 50,1 % |

### Bürgermeister
Im Februar 2013 wurde Mike Pürfürst (parteilos) im ersten Wahlgang zum Nachfolger von Werner Müller (SPD) gewählt. Am 8. März 2020 wurde er mit 96,6 % der gültigen Stimmen bei einer Wahlbeteiligung von 37,9 % im Amt bestätigt.
| Wahl | Bürgermeister | Vorschlag | Wahlergebnis |
| ---- | ------------- | --------- | ------------ |
| 2020 | Mike Purfürst | Purfürst  | 96,6         |
| 2013 | Mike Purfürst | GWVN      | 52,6         |
| 2008 | Werner Müller | SPD       | 54,5         |
| 2001 | Werner Müller | SPD       | 56,2         |

### Wappen
| Wappen von Netzschkau | Blasonierung: „In Silber auf grünem Rasen ein Gärtner in blauer Arbeitskleidung, eine frischgepflanzte Linde festbindend; im rechten Obereck eine aus den Wolken ragende Hand, die aus einem Krug Wasser auf den Baum herabgießt.“ |
| Wappen von Netzschkau | Wappenbegründung: Das Wappen ist in einigen Darstellungen von einem Spruchband umgeben, dessen Inhalt das Wappenbild erklärt: ‚Durch Gottes reichen Segen und meiner Obern Pflegen‘.                                               |

### Städtepartnerschaften
- Rosbach vor der Höhe am Taunus im hessischen Wetteraukreis (seit 1990)

Zudem ist Netzschkau Mitglied im Städteverbund Nordöstliches Vogtland.

## Kultur und Sehenswürdigkeiten

### Bauwerke

Das Schloss Netzschkau

- Die Göltzschtalbrücke am Stadtrand von Netzschkau ist die größte Ziegelsteinbrücke der Welt. Sie wurde in den Jahren 1846 bis 1851 erbaut und steht unter Denkmalschutz.
- Das denkmalgeschützte Schloss Netzschkau, eines der ältesten spätgotischen Schlösser Sachsens, befindet sich im Stadtkern unter hohen Bäumen verborgen. Das Wohnschloss wurde um 1490 erbaut.
- Der 1900 errichtete Bismarckturm auf dem südwestlich von Netzschkau gelegenen Kuhberg ist ein 21 m hoher, denkmalgeschützter Aussichtsturm und ein beliebtes Ausflugsziel.[16]
- Das Rathaus wurde 1855 errichtet, 1912 erfolgte ein Anbau.

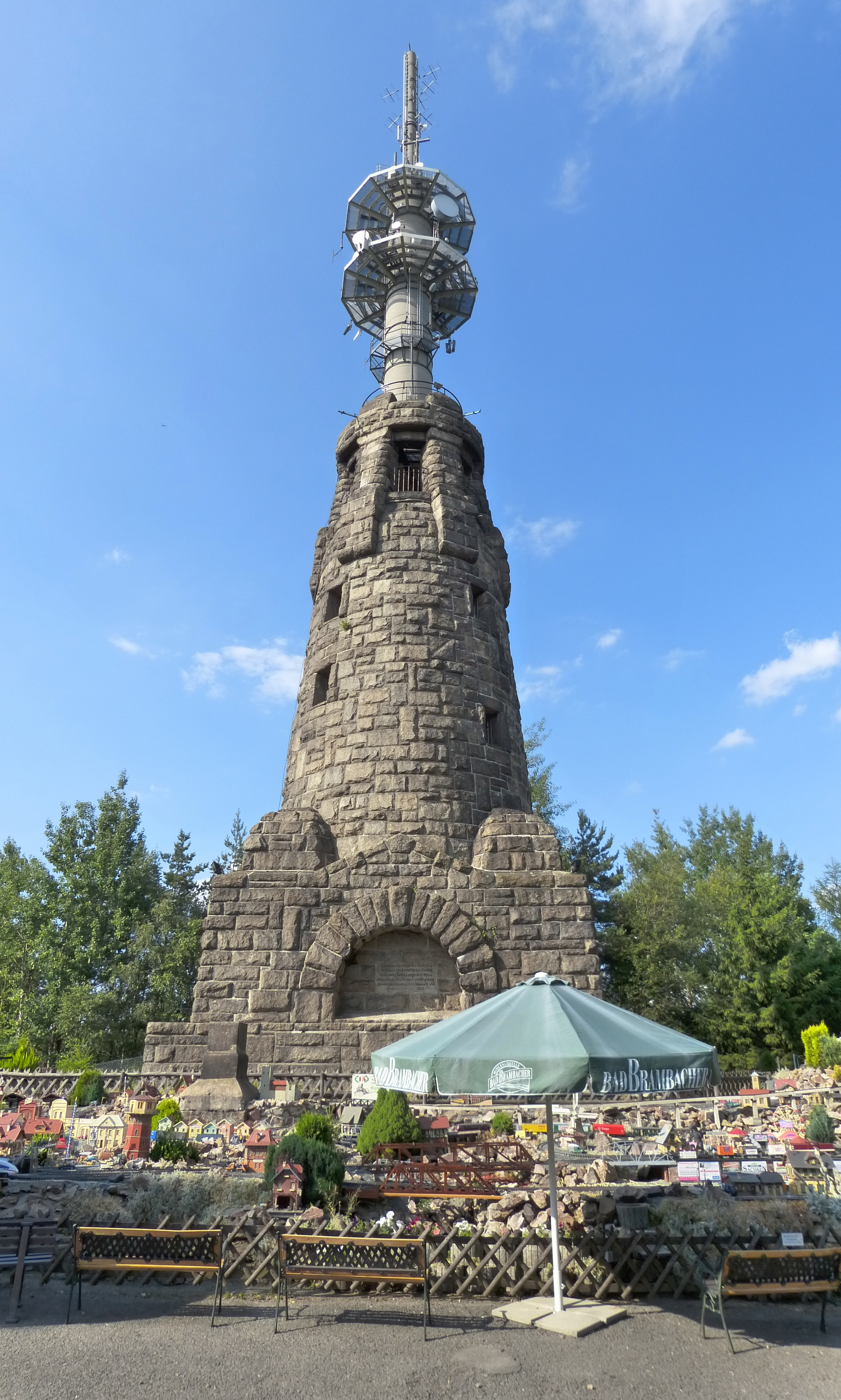
Bismarckturm, dahinter der Rundfunkturm
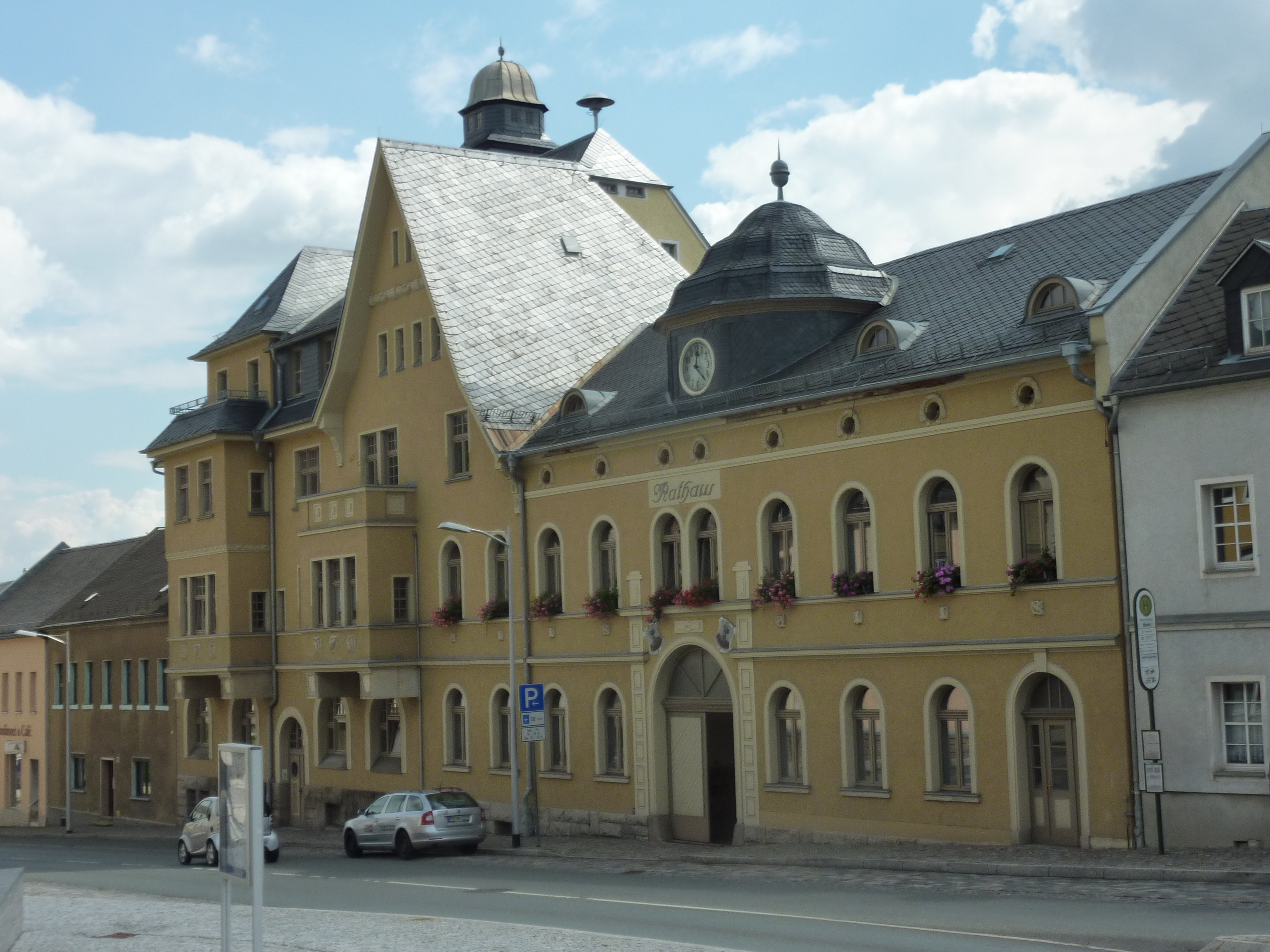
Rathaus

### Kirchen

#### Schlosskirche

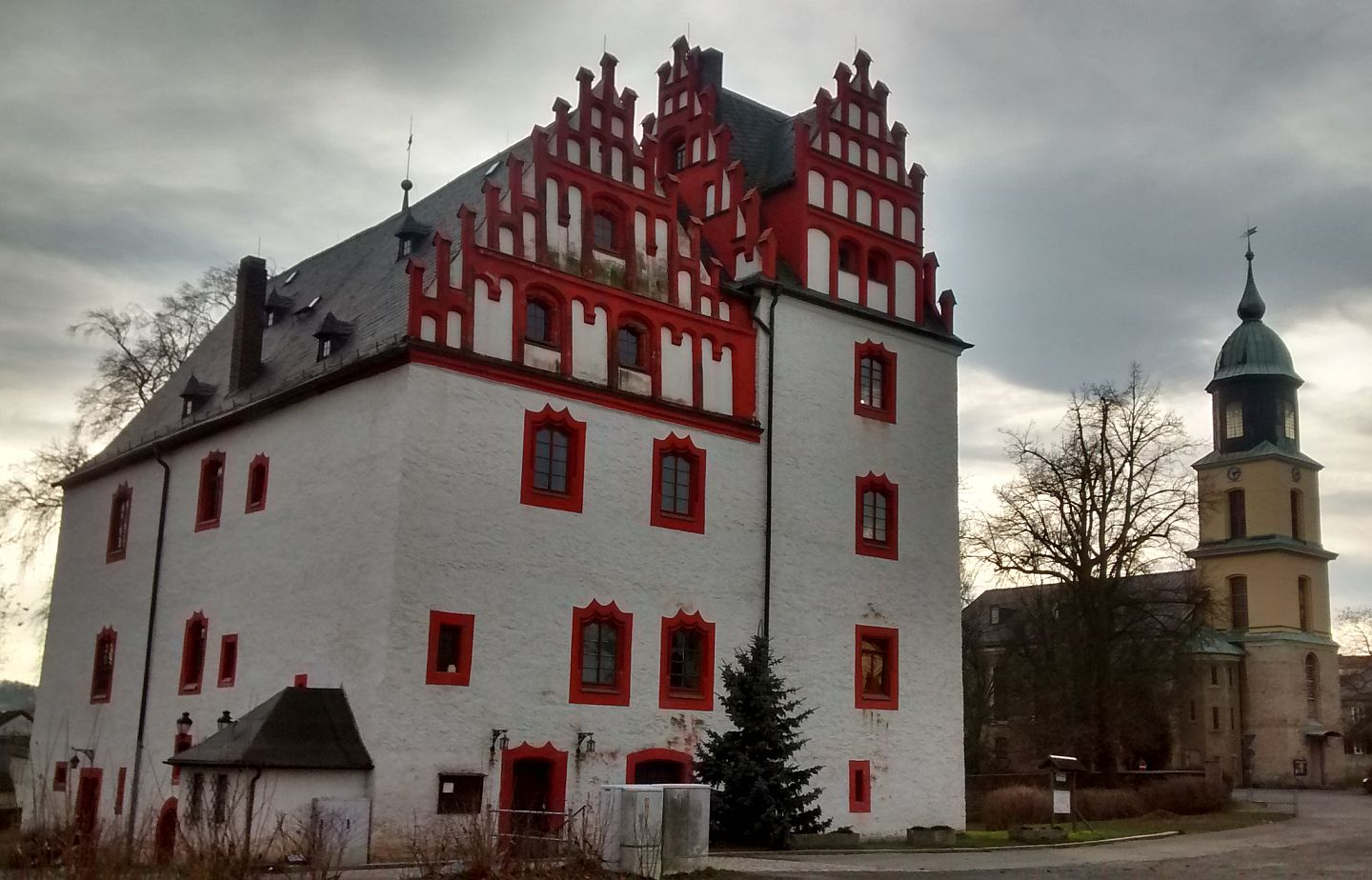
Schlosskirche und Schloss

Unweit des Schlosses steht die Schlosskirche der Evangelisch-Lutherischen Kirchgemeinde. Das im Stil des Klassizismus erbaute Gotteshaus war Nachfolgerin einer Kapelle, die sich bis zu deren Verfall im Schlossareal befand. Als einer der wenigen Kunstschätze aus jener Kapelle konnte eine Predella gerettet werden, die das letzte Abendmahl Jesu darstellt. Diese Alabasterplastik im Halbrelief wurde durch den Schneeberger Bildhauer Böhm dem in der dortigen St.-Wolfgangs-Kirche befindlichen Cranach-Altar nachempfunden und ähnelt dem Vorbild bis in die Gesichtszüge hinein.
1629 ließ Carol Bose die erste Kirche neben dem Schloss errichten. Diese wurde 1814 wegen Baufälligkeit gesperrt, so dass die Gottesdienste mehrere Jahre im Saal des Schlosses gefeiert wurden. Am 30. April 1838 wurde schließlich der Grundstein zur neuen Schlosskirche gelegt, die 1840 geweiht wurde. 1892 wurden zwei seitliche Aufgangstürme zur Empore angebaut und die Kirche innen und außen saniert. 1908 erhält die Kirche eine neue Orgel und Buntglasfenster. 1911 werden im Altarraum zwei große Figuren, die Apostel Petrus und Paulus darstellend, aufgestellt.
Während der Zeit des Kirchenkampfes standen sich 1935 „Deutsche Christen“ und „Bekennende Kirche“ gegenüber, die Schlosskirche wurde für die „Bekennende Kirche“ gesperrt. Gräfin Frida von Schönburg-Glauchau, die seinerzeit das Schloss bewohnte, stand auf Seiten der „Bekennenden Kirche“ und ermöglichte während dieser Zeit Gottesdienste im Schlosshof unter einem Kreuz aus Eichenholz, das heute an der Ostseite der Kirche seinen Platz hat. Zum 100. Kirchweihfest 1940 sagte Superintendent Ficker aus Dresden in seiner Predigt: „Wer gegen die Gemeinde Christi kämpft, hat es mit dem lebendigen Gott selber zu tun.“ 1955/56 wurde eine moderne Gasluftheizung durch die Netzschkauer Maschinenfabrik „NEMA“ eingebaut und der Kircheninnenraum in diesem Zusammenhang saniert. 1971/71 erhält die Turmhaube ein neues Kupferdach, Turm und Schiff neuen Außenputz. Zur 350-Jahr-Feier der Stadt Netzschkau predigte Kirchenpräsident i. R. Martin Niemöller, der durch die Kirchenkampfzeit mit der Gemeinde verbunden war. 1981 wurde unter Mitwirkung von Domorganist Metz aus Zwickau die neue Orgel geweiht. Im Jahre 2000 konnte das Glockengeläut umfassend saniert werden, so dass hinfort alle vier Glocken aus Klangstahl durch elektrische Läutemaschinen betätigt werden können.
Seit 2010 laufen die Arbeiten zur Generalsanierung der Kirche. 2010 wurde die Außenhülle des Turmes nach historischem Vorbild erneuert, im selben Jahr begann die Sanierung des Kirchendaches, das künftig in Kupfer eingedeckt sein wird und die historischen Dachgauben zurückerhält.

#### Katholische Kirche

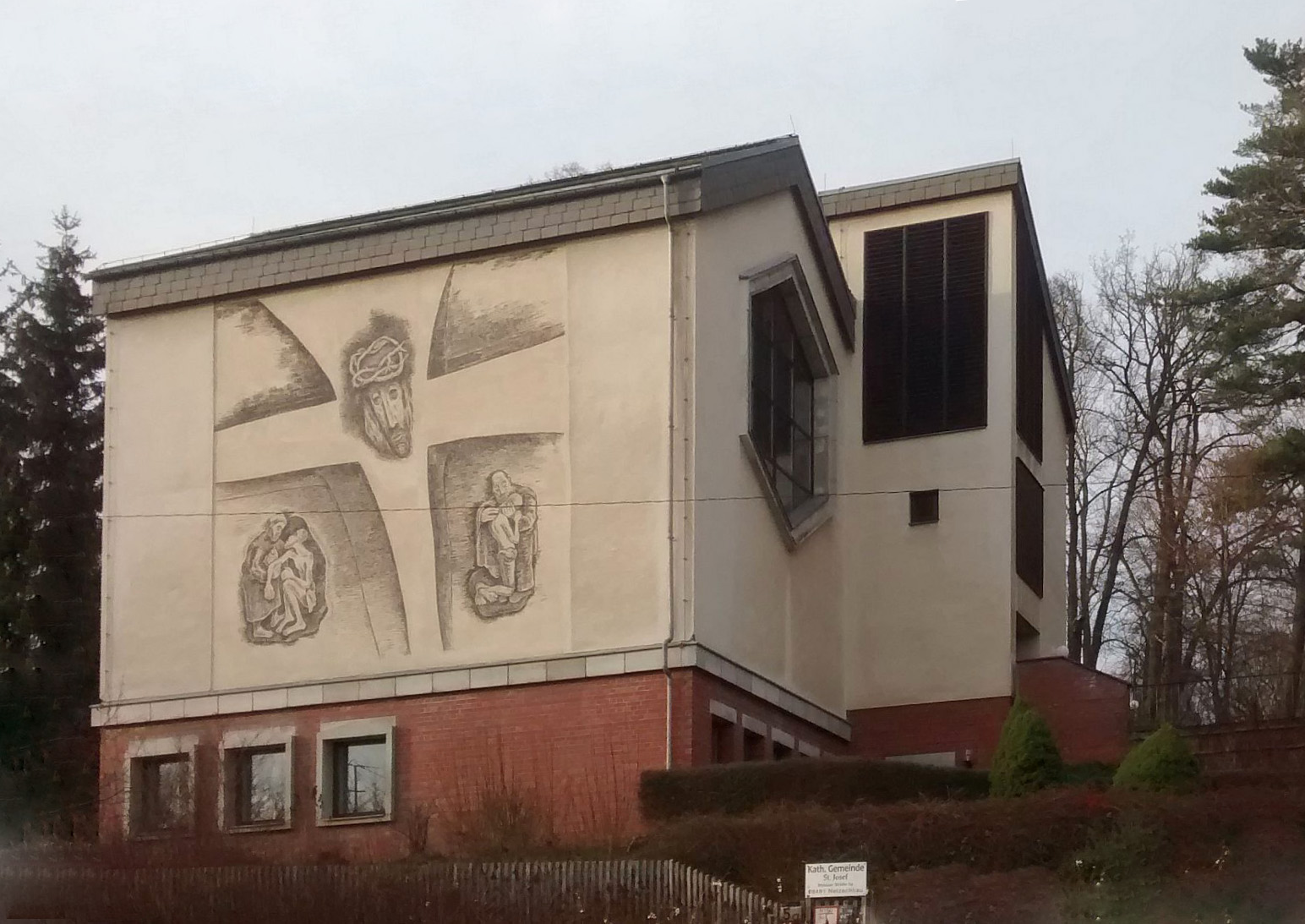
Katholische Kirche

Auf der Mylauer Straße, unweit des Stadtkernes, befindet sich die 1991 geweihte Katholische Pfarrvikarie „St. Joseph“.

#### Apostolische Kirche
Für die apostolischen Kirchen hat Netzschkau eine besondere Bedeutung. Auf der Mylauer Berg befindet sich die so genannte Tränenkirche (heute nicht mehr genutzt) der Neuapostolischen Kirche der um 1900 ca. 600 Netzschkauer (ca. 10 % der Bevölkerung) angehörten. Um 1921 kam es zu einer Spaltung in der Gemeinde und der Reformiert-Apostolische Gemeindebund entstand, der heute „Am Birkenwäldchen“ sein größtes Kirchengebäude unterhält.

#### Weitere Kirchen
Die 1899 geweihte Evangelisch-methodistische Kirche steht in der Plauener Straße. Eine weitere kirchliche Gemeinschaft ist die Landeskirchliche Gemeinschaft.

### Naturschutz
- Siehe auch: Liste der Naturdenkmale in Netzschkau

### Gedenkstätten
Eine Gedenktafel in der Aula der Oberschule erinnert an den Netzschkauer Lehrer Felix Mauersberger, der nach geglückter Flucht aus dem Außenlager Lengenfeld des KZ Flossenbürg am 8. Mai 1945 an seinen erlittenen Misshandlungen starb. Ihm zu Ehren trägt die Schule auch heute noch seinen Namen. Am 14. November 2011 erfolgte die Weihe eines Denkmales im Park vor der Schlosskirche und soll auch künftige Generationen an die Opfer von Krieg und Gewaltherrschaft und die Töchter und Söhne Netzschkaus erinnern.

### Museen

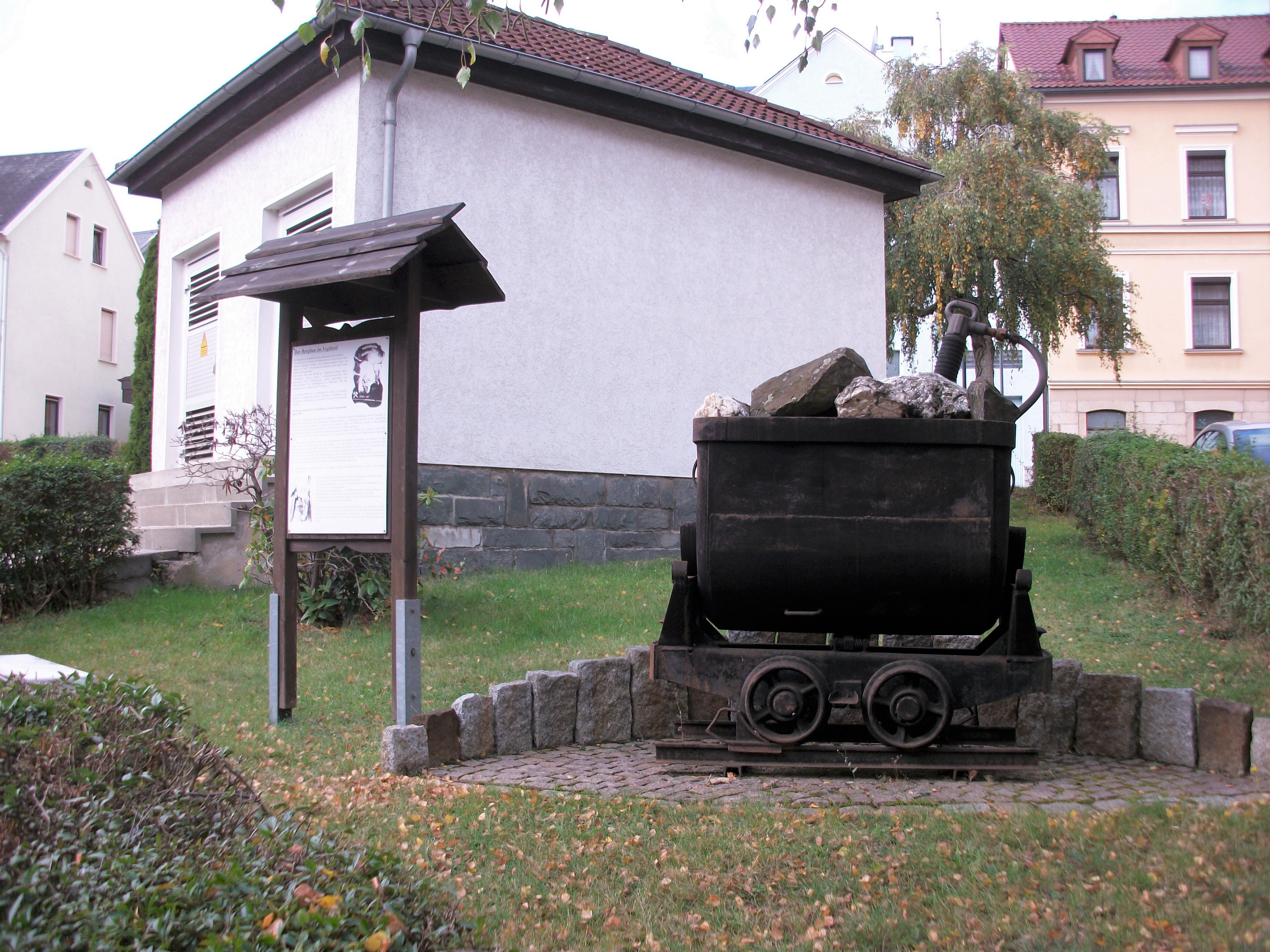
Vogtländisches Bergbaumuseum Netzschkau, Bergbaudenkmal

- Vogtländisches Bergbaumuseum (Bergbaugeschichte der Region)
- Ketzels Mühle (Mühlengeschichte und Informationen zum Müllerhandwerk)
- Museum Schloss Netzschkau (Schlossgeschichte, Sonderausstellungen)

## Wirtschaft und Infrastruktur

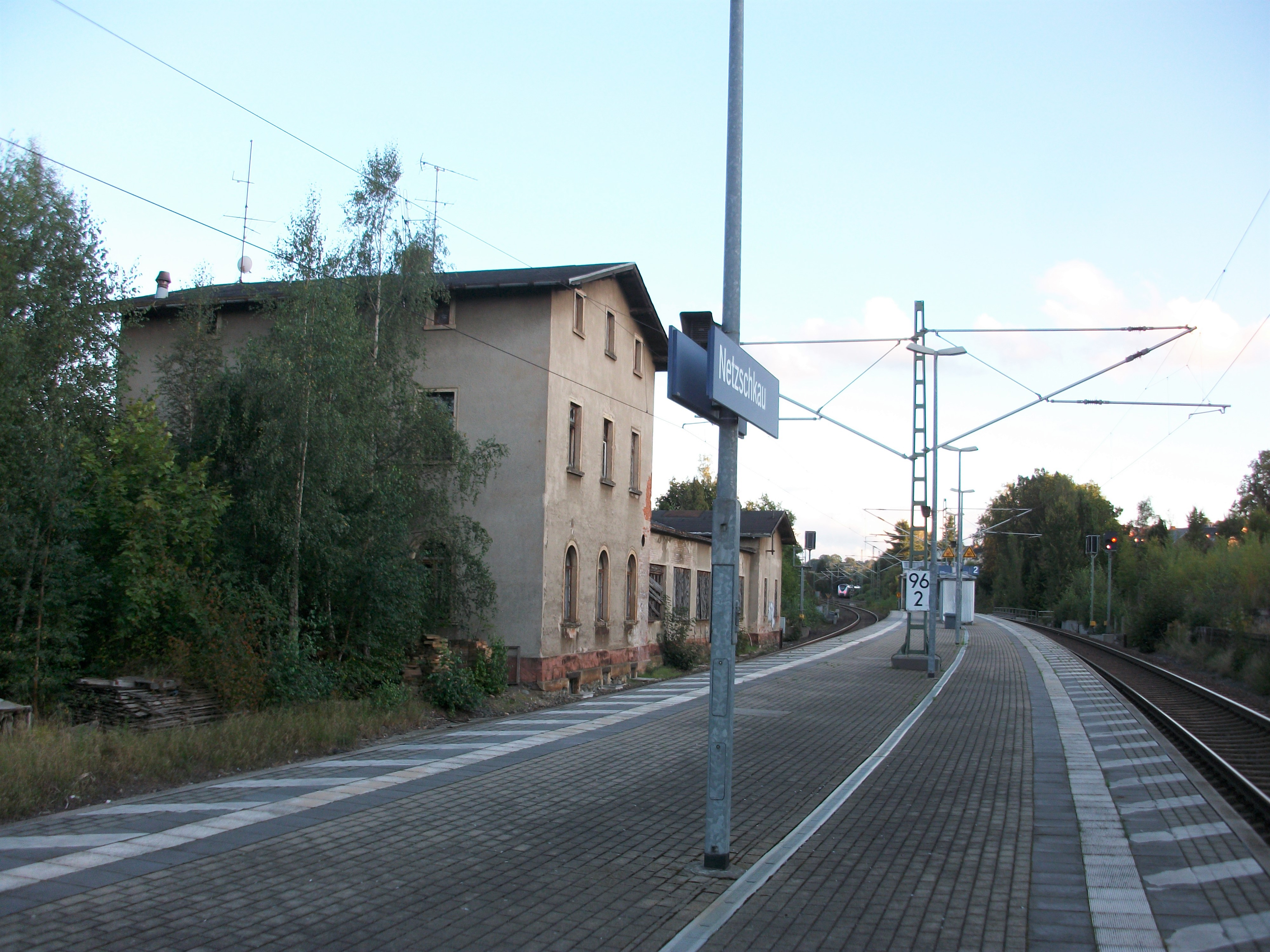
Haltepunkt Netzschkau, Blick Richtung Plauen (2017)

### Wirtschaft
Zu DDR-Zeiten war in der Stadt der VEB Nema Netzschkau angesiedelt, der 1889 als Maschinenbauwerkstatt „Hofmann und Stark“ gegründet worden war und ab 1899 als „Netzschkauer Maschinenfabrik Franz Stark & Söhne“ firmierte. Der Betrieb war ein wichtiger Hersteller von kälte- und klimatechnischen Prüfkammern innerhalb des RGW und gehörte bis 1990 dem Kombinat ILKA Luft- und Kältetechnik an. Nach der Wende wurden die Unternehmensteile verkauft und schließlich abgewickelt.
In Netzschkau ist der Geschäftsbereich Lithodecor der Firma DAW SE ansässig.

### Verkehr
Seit 1851 besitzt Netzschkau einen Haltepunkt an der Bahnstrecke Leipzig–Hof. Durch den Ort verläuft die einstige Bundesstraße 173.
Zum Stand 13. Februar 2022 verkehren 5 Buslinien in Netzschkau. Die Linien 80 und 85 bilden zusammen einen Halbstundentakt (am Wochenende Stundentakt) nach Reichenbach bis zum Krankenhaus. Sie nehmen am Postplatz in Reichenbach am Rendezvous-System teil und bieten Anschlüsse in die ganze Stadt. Die Linien 83 und 84 binden in Netzschkau auf die Linie 80 durch.
| Linie | Endpunkte                    | Verlauf                              | Verkehrsunternehmen     | Anmerkung                                      |
| ----- | ---------------------------- | ------------------------------------ | ----------------------- | ---------------------------------------------- |
| 80+   | Netzschkau ↔ Hauptmannsgrün  | Reichenbach – Krankenhaus            | Plauener Omnibusbetrieb | PlusBus, Teilnahme am Rendezvous               |
| 83    | Reichenbach ↔ Treuen         | Netzschkau – Limbach – Hartmannsgrün | Plauener Omnibusbetrieb | TaktBus, Teilnahme am Rendezvous über Linie 80 |
| 84    | Reichenbach ↔ Elsterberg     | Netzschkau – Reimersgrün – Coschütz  | Plauener Omnibusbetrieb | TaktBus, Teilnahme am Rendezvous über Linie 80 |
| 85    | Netzschkau ↔ Oberreichenbach | Reichenbach – Krankenhaus            | Plauener Omnibusbetrieb | StadtBus, Teilnahme am Rendezvous              |
| 86    | Mylau ↔ Netzschkau           | Lambzig – Foschenroda                | Plauener Omnibusbetrieb | RufBus                                         |